# Лас-Педроньєрас
Лас-Педроньєрас (ісп. Las Pedroñeras) — муніципалітет в Іспанії, у складі автономної спільноти Кастилія-Ла-Манча, у провінції Куенка. Населення — 7228 осіб (2010).
Муніципалітет розташований на відстані близько 140 км на південний схід від Мадрида, 85 км на південний захід від Куенки.

## Демографія
Динаміка населення (INE ):

## Галерея зображень

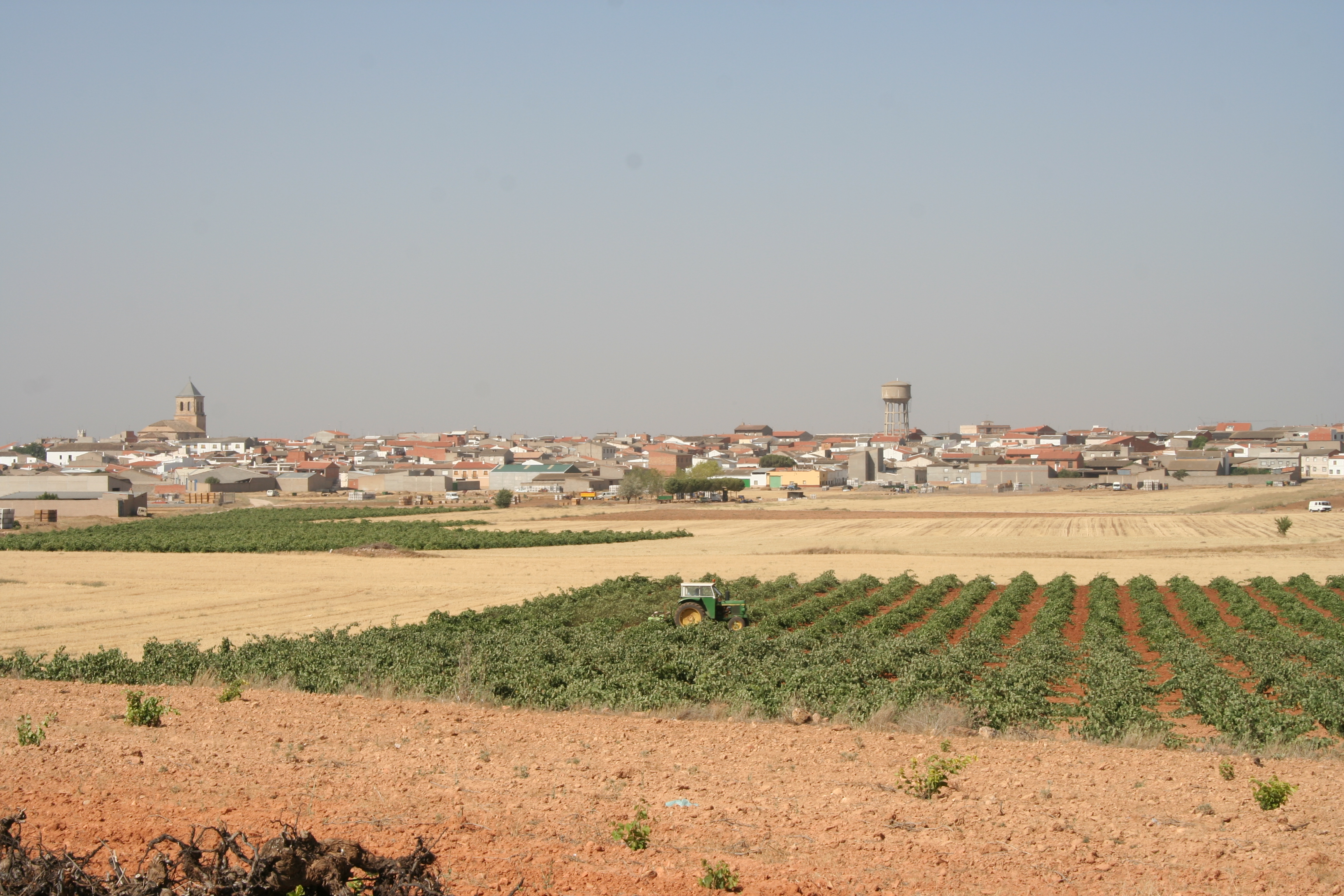
Лас-Педроньєрас